# (655) Брисеида
(655) Брисеида (нем. Briseïs) — астероид главного пояса, который был открыт 4 ноября 1907 года американским астрономом Джоэлом Меткалфом в Тонтонской обсерватории и назван в честь Брисеиды, героини древнегреческой мифологии, одной из центральных фигур «Илиады».

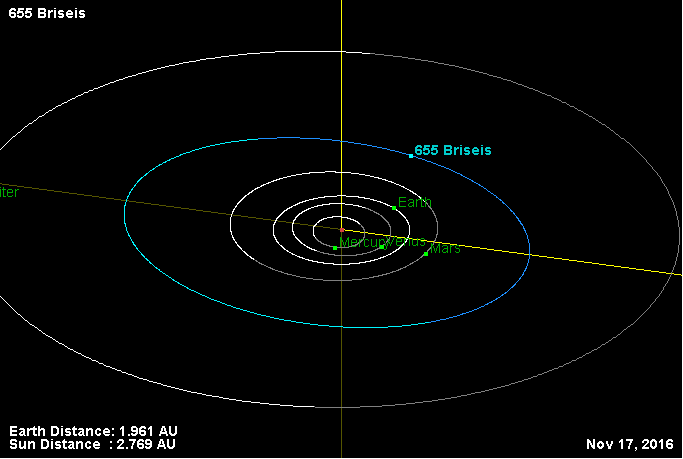
Орбита астероида Брисеида и его положение в Солнечной системе

Тиссеранов параметр относительно Юпитера — 3,241.